# Рокасл, Дэвид
Дэвид Карлайл Рокасл (англ. David Carlyle Rocastle; 2 мая 1967 года, Лондон, Англия — 31 марта 2001 года, Лондон, Англия) — английский футболист, атакующий полузащитник, более известен выступлениями за «Арсенал». Выступал за такие клубы как «Лидс Юнайтед», «Манчестер Сити», «Челси». На правах аренды выступал в «Норвич Сити» и «Халл Сити». В конце жизни играл за малайзийский «Сабах»
Дэвид начал свою карьеру в молодёжной команде лондонского клуба «Арсенал». Окончив академию, он начал выступать за взрослый состав клуба. Рокасл провел за клуб 277 матчей и забил 34 мяча выиграв с «Арсеналом» Кубок английской лиги, Премьер-лигу и Кубок Англии.
Затем перешёл в «Лидс Юнайтед», где сыграл 25 матчей и забил 2 гола. В 1993 году он попадает в «Манчестер Сити», где из-за частых травм сыграл 21 матч и забил всего 2 гола. Спустя год он уходит в «Челси», где вновь из-за очень частых травм сыграл всего 29 матчей и не забил ни единого гола. Будучи в «Челси», отправлялся в аренду в «Норвич Сити» и «Халл Сити», сыграв за оба клуба по одиннадцать матчей, и забив один гол за «Халл Сити». В 1999 году Рокасл уехал в малайзийский клуб «Сабах».
Дэвид Рокасл скончался 31 марта 2001 года от рака. Эта новость ошеломила весь мир. Сам он узнал о своей болезни всего за 3 недели до смерти, когда процесс был необратим, иммунная система организма была разрушена и оперировать его было уже слишком поздно.

## Статистика карьеры
| Клубная карьера | Клубная карьера | Клубная карьера                 | Лига | Лига |
| Сезон           | Клуб            | Лига                            | Игры | Голы |
| Англия          | Англия          | Англия                          | Лига | Лига |
| --------------- | --------------- | ------------------------------- | ---- | ---- |
| 1985/1986       | Арсенал         | Первый дивизион Футбольной лиги | 26   | 1    |
| 1986/1987       | Арсенал         | Первый дивизион Футбольной лиги | 36   | 2    |
| 1987/1988       | Арсенал         | Первый дивизион Футбольной лиги | 40   | 6    |
| 1988/1989       | Арсенал         | Первый дивизион Футбольной лиги | 38   | 6    |
| 1989/1990       | Арсенал         | Первый дивизион Футбольной лиги | 33   | 2    |
| 1990/1991       | Арсенал         | Первый дивизион Футбольной лиги | 16   | 2    |
| 1991/1992       | Арсенал         | Первый дивизион Футбольной лиги | 39   | 4    |
| 1992/1993       | Лидс Юнайтед    | Английская Премьер-лига         | 18   | 1    |
| 1993/1994       | Лидс Юнайтед    | Английская Премьер-лига         | 7    | 1    |
| 1993/1994       | Манчестер Сити  | Английская Премьер-Лига         | 21   | 2    |
| 1994/1995       | Челси           | Английская Премьер-Лига         | 28   | 0    |
| 1995/1996       | Челси           | Английская Премьер-Лига         | 1    | 0    |
| 1996/1997       | Норвич Сити     | Второй дивизион Футбольной лиги | 11   | 0    |
| 1997/1998       | Халл Сити       | Третий дивизион Футбольной лиги | 11   | 1    |
| Малайзия        | Малайзия        | Малайзия                        | Лига | Лига |
| 1999            | Сабах           | Неизвестно                      | 13   | 8    |
| Итого           | Англия          | Англия                          | 325  | 28   |
| Итого           | Малайзия        | Малайзия                        | 13   | 8    |